# Dora del Hoyo
 (19 avril 2025).
Dora del Hoyo Alonso (11 janvier 1914 - 10 janvier 2004), fut la première numéraire auxiliaire de l'Opus Dei. Elle est reconnue servante de Dieu par l'Église catholique depuis l'introduction de son processus de béatification.

## Biographie
Salvadora del Hoyo Alonso, surnommée Dora, naquit à Boca de Huérgano le 11 janvier 1914. 
Elle eut l’occasion de connaître l’Opus Dei en 1944, à 29 ans, à Madrid, lorsqu’elle fut embauchée dans les services de base de la Moncloa, première résidence d’étudiants de l’Opus Dei. C’est là qu’elle fit la connaissance de saint Josemaría Escrivá. Après avoir réalisé que le travail pouvait être bel et bien sanctifié, elle comprit que Dieu l’appelait à l’Opus Dei. Ce fut la première femme qui demanda à saint Josemaría de faire partie de l’Opus Dei, déterminée à contribuer avec son travail professionnel — le service domestique— à l’ambiance de famille caractéristique des foyers à partir desquels l’Opus Dei diffuse une formation chrétienne.
En décembre 1946, elle arriva à Rome, invitée par le fondateur de l’Opus Dei. Avec d’autres femmes, elle prit en charge les services de base du premier centre de l’Opus Dei dans la Ville Éternelle.
À partir de ce moment-là et jusqu’à sa mort, elle collabora par son exemple et son dévouement, à la formation de nombreuses jeunes du monde entier, qui, à son instar, ont fait du travail au foyer une profession et un moyen de sanctification. Cette tâche est leur lieu de rencontre avec Dieu et un service rendu aux autres. Il n’y a pas de choses de peu d’importance, se plaisait-elle à dire, elle qui pensait que tout dépend de l’amour avec lequel on le fait.
Ils sont nombreux à pouvoir témoigner de la perfection dont elle faisait son travail, sans tenir compte ni des lieux, ni des tâches plus ou moins prestigieuses d’un point de vue social et par amour de Dieu et des autres, en créant le climat familial qui permet à l’être humain de grandir humainement et spirituellement. « Dora fut très importante pour l’Opus Dei, par sa fidélité, par son travail, parfaitement achevé, paré de l’humilité de celle qui sait faire et disparaître. Selon l’esprit de saint Josemaría, elle fut une disciple à l’école de la Sainte Vierge. Voilà pourquoi elle fut si efficace jusqu’à la fin de sa vie. Elle ne chercha ni gloire, ni considération aucune et livra toute sa vie, au cent pour cent » .
Dora del Hoyo fut la première à demander l’admission à l’Opus Dei en tant que numéraire auxiliaire.
Elle mourut le 10 janvier 2004 à Rome.

## Béatification
Le procès en béatification de Dora del Hoyo a été ouvert le 18 juin 2012, à la phase diocésaine, dans le diocèse de Rome et aussi dans la Prélature de l'Opus Dei.
Son corps repose dans la crypte de l'église prélatrice Sainte-Marie-de-la-Paix à Rome, aux côtés de Saint Josemaría Escrivá de Balaguer et du Bienheureux Álvaro del Portillo, où de nombreux fidèles viennent y prier. 